# Parafia św. Jana Chrzciciela w Starczowie
Parafia św. Jana Chrzciciela w Starczowie znajduje się w dekanacie kamienieckim w diecezji świdnickiej. Była erygowana w XVIII w. 
Proboszczem tej parafii od lipca 2024 roku jest ksiądz Marcin Sobiło.  